# 닷에뮤
닷에뮤 SAS(Dotemu SAS)는 프랑스 파리에 위치한 비디오 게임 개발사 및 배급사이다. 2007년 하비에르 리어드와 로망 티스랑가 설립했다.
아이렘, SNK, 자레코 등 일본의 게임 개발사들의 판권을 획득해 에뮬레이션을 통한 고전 게임 디지털 재발매가 주사업이다.